# Edwin Horácio Cox
Edwin Horácio Cox ou simplesmente, Edwin Cox, (Rio de Janeiro, 7 de julho de 1886 – Rio de Janeiro, 16 de dezembro de 1975) foi um futebolista brasileiro que atuou como atacante, irmão do principal fundador do Fluminense Football Club, Oscar Alfredo Cox, tendo sido um grande jogador do Fluminense em seus primórdios, que chamava a atenção dos desportistas de então pela sua característica de ter sido um emérito driblador. Edwin era nascido no Rio de Janeiro, mas como seu irmão, também tinha a nacionalidade inglesa, tendo como pais, George Emmanuel Cox, vice-cônsul da Inglaterra que atuou pela América do Sul, e da carioca  Minervina Dutra Cox.

## Carreira
Tendo jogado pelo Fluminense de 21 de junho de 1903 a 25 de setembro de 1910, Edwin Cox fez sessenta e um gols em sessenta e dois jogos disputados, sendo 41 deles no campo do Fluminense, em Laranjeiras, campo este onde é um dos dez maiores artilheiros do clube, mesmo tendo jogado em uma época com menos clubes e competições, o que fazia o número de jogos por ano ser bem menor do que nos períodos posteriores.
Maior artilheiro do Campeonato Carioca de 1908 com dezoito gols, segundo maior artilheiro dos campeonatos cariocas de 1906, com dezesseis gols, e de 1907, com quatro, Edwin se mudaria para Porto Alegre em 1911, levando o seu cunhado, o alemão Bruno Schuback, que viraria um lendário zagueiro do Grêmio. Edwin levou duas grandes modificações para este clube gaúcho: o drible e a escalação do time pelos próprios jogadores, pois antes isso era feito pela diretoria, talvez motivado pelas desavenças entre jogadores e diretoria que levaram atletas do Fluminense a sairem do clube e fundarem o departamento de futebol do Flamengo. 
Edwin jogou pouco tempo pelo Grêmio, mas foi capitão do time e era ele quem divulgava a escalação para a diretoria. 
Em sua época, o maior clássico carioca era o que seria mais tarde chamado de Clássico Vovô, aquele disputado entre Fluminense e Botafogo, tendo ele feito dez gols na história deste clássico e nunca tenha disputado um Fla-Flu, pois se mudou para Porto Alegre antes do início da disputa do grande clássico, em 7 de julho de 1912, partida esta com vitória tricolor por 3 a 2, com gols de Edward Calvert, James Calvert e Bartolomeu para o Fluminense, descontando Arnaldo e Píndaro para o Flamengo.
Em Porto Alegre Edwin disputou um Grenal, na vitória gremista por 10 a 1 em 18 de junho de 1911, tendo feito um gol de Charles, ou seja, um gol de calcanhar no grande clássico gaúcho.

## Títulos
Fluminense
- Campeonato Carioca: 1906,[5][6] 1907, 1908 e 1909